# Cyperus atractocarpus
Cyperus atractocarpus är en halvgräsart som beskrevs av Henry Nicholas Ridley. Cyperus atractocarpus ingår i släktet papyrusar, och familjen halvgräs. Inga underarter finns listade i Catalogue of Life.